# Movin' on (三代目 J SOUL BROTHERS from EXILE TRIBEの曲)
「Movin' on」（ムービン・オン）は、三代目 J SOUL BROTHERS from EXILE TRIBEの26枚目のシングル。2020年4月8日にrhythm zoneから発売された。

## 概要
- 前作「冬空/White Wings」から約4か月ぶりのCDシングル。デビュー10周年目となる2020年の第一弾シングル。
- 「CD+DVD」と「CDのみ」の2形態での発売。それぞれ全2曲4トラックを収録。
- STYがシングル表題曲を作詞・作曲・プロデュースするのは「Summer Madness」以来約5年ぶり。
- 「Movin' on」のミュージック・ビデオは、ロサンゼルスの広大な荒野や街中で競技用のレーサードローンを駆使し撮影。パフォーマンスでは、ハンドルを回すような振り付けの「ドライブダンス」をメンバーが披露している[4]。
- 三代目 J SOUL BROTHERSとトヨタレンタカーによるコラボ動画がYouTubeで公開された[5]。
- 2020年8月26日に放送されたフジテレビ「2020FNS歌謡祭 夏」の"学生の「青春の1ページ」企画" で、"高校ダンス部日本一"同志社香里、ダンススタジアム出場校メンバーなどとダンスコラボした[6]。

## チャート成績
- 2020年4月20日付のオリコン週間シングルランキングで、初登場1位を獲得した。22枚目のシングル「J.S.B. HAPPINESS」以来、2年4か月ぶり、通算7作目の1位となった。デビューシングル「Best Friend's Girl」から26作連続でTOP10入りとなった[7]。

## 収録曲

### CD
1. Movin' on [3:06]
作詞：STY、作曲：STY
2. Lose Control [3:56] 
作詞：TAKANORI(LL BROTHERS), ALLY、作曲：Theron Thomas, Sam Sumser, Sean Small, Raymond Daniels
3. Movin' on（Instrumental）
4. Lose Control（Instrumental）

### DVD
1. Movin' on（Music Video） [2:59]

## 収録アルバム
| 収録アルバム | 楽曲         | 曲順 |
| ------------ | ------------ | ---- |
| THIS IS JSB  | Lose Control | 4    |
| THIS IS JSB  | Movin' on    | 5    |